# Ko to tamo peva
Ko to tamo peva és una pel·lícula de Iugoslàvia del 1980 escrita per Dušan Kovačević i dirigida per Slobodan Šijan. És una comèdia negra i compta amb un elenc de conjunt. La pel·lícula explica la història d'un grup de passatgers que viatjaven amb autobús a Belgrad l'any 1941, durant els últims dies del Regne de Iugoslàvia, just abans de l'ocupació de Iugoslàvia per l'Eix.
La pel·lícula es va projectar a la secció Un Certain Regard al 34è Festival Internacional de Cinema de Canes. El 1996, la Junta Iugoslava de l'Acadèmia d'Art i Ciència Cinematogràfica (AFUN) va votar aquesta pel·lícula com la millor pel·lícula sèrbia feta durant el període 1947–1995.

## Trama
El dissabte 5 d'abril de 1941, un dia abans de la Invasió de l'Eix del Regne de Iugoslàvia, un grup colorit de passatgers a l'atzar en una carretera rural al cor de Sèrbia puja a bord d'un autobús en ruïnes, en direcció a la capital Belgrad. El grup inclou dos músics gitanos, un veterà de la Primera Guerra Mundial, un germanòfil, un cantant incipient, un home d'aspecte malaltís i un caçador amb una escopeta. L'autobús és propietat de Krstić Sr., i el condueix el seu impressionable i ximple fill Miško.
Al llarg del camí, se'ls uneix un sacerdot i una parella de joves nuvis que es dirigeixen a la vora del mar per a la seva lluna de mel, i s'enfronten a nombroses dificultats: un bloqueig de l'exèrcit que els obliga a desviar-se, un granger llaurant el carretera que, segons ell, s'estén per la seva terra, un pneumàtic punxat, un funeral, dues famílies en disputa, un pont inestable, el reclutament de Krstić Jr. a l'exèrcit i una cartera perduda. Tot això frena l'autobús i deixa al descobert les fractures entre els viatgers.
Durant la matinada del diumenge 6 d'abril, enmig de rumors de guerra, finalment arriben a Belgrad només per ser atrapats enmig de l'atac de la Luftwaffe (Operació Càstig). Els únics passatgers aparents supervivents són els dos músics gitanos que canten el tema principal de la pel·lícula abans del final.

## Repartiment
- Pavle Vuisić com a conductor d'autobús
- Dragan Nikolić com a cantant
- Danilo Stojković com a Brka
- Aleksandar Berček com a Miško Krstić
- Neda Arnerić com a La núvia
- Mića Tomić com Aleksa Simić
- Taško Načić com El caçador
- Boro Stjepanović com el noi calb
- Slavko Štimac com el nuvi
- Miodrag Kostić com a músic 1
- Nenad Kostić com a músic 2
- Bora Todorović com a planyider
- Slobodan Aligrudić com a tinent
- Petar Lupa com el sacerdot
- Stanojlo Milinković com agricultor
- Ljubomir Ćipranić com el caporal Rajković
- Milovan Tasić com fill de l’agricultor (sense acreditar)

## Producció
Centar Film, la productora estatal, volia convertir el guió de Dušan Kovačević en pel·lícula des de 1978.
Segons s'informa, Goran Paskaljević va ser la seva primera opció per dirigir la pel·lícula. Se suposa que havia de rodar el guió de Kovačević com una pel·lícula de televisió de 50 minuts de temàtica contemporània la història de la qual té lloc a Iugoslàvia de finals dels anys 70 en un autobús de transport públic amb el personatge central: un vell (interpretat per Mija Aleksić) — anava a fer una visita al seu fill que està llicenciat al seu servei obligatori de l'Exèrcit Popular Iugoslau (JNA). Tanmateix, Paskaljević va decidir abandonar el projecte i rodar el llargmetratge Zemaljski dani teku.
Aleshores, la feina va quedar a càrrec de Slobodan Šijan, de 33 anys, que mai no havia rodat cap llargmetratge fins aquell moment. Šijan va descriure aquesta experiència:
| « | Quan vaig fer la meva primera pel·lícula em vaig espantar una mica, seria realment divertida? Com que la comèdia és senzilla, no hi ha cap broma, si la gent no riu és un esclat. | » |

La pel·lícula es va fer amb un pressupost de 130.000 dòlars amb 21 dies de rodatge. El rodatge va començar el 3 d'abril de 1980. Va ser rodat gairebé íntegrament a Deliblatska Peščara.
L’autobus Mercedes-Benz O 3500 va ser escollit pel dissenyador de producció de la pel·lícula Veljko Despotović d'acord amb la descripció proporcionada per Šijan. Va ser llogat a Jadran Film i pintat de vermell per a la pel·lícula. El mateix vehicle havia aparegut en pel·lícules iugoslaves anteriors com Okupacija u 26 slika (1978) i Nasvidenje v naslednji vojni (1980). Per Okupacija u 26 slika, l'autobús havia estat equipat amb un sostre desmuntable que s'utilitzava per proporcionar il·luminació natural. No obstant això, amb prou feines estava en condicions de conducció, i per a les fotografies interiors l'autobús va ser empès o remolcat principalment per no esforçar el motor. El fum i la presència de porcs vius a l'estret espai interior van fer que les condicions de rodatge fossin molt difícils per al repartiment i la tripulació.
L'escena final del bombardeig estava pensada originalment per incloure animals salvatges del zoològic de Belgrad bombardejat que vagaven pel centre de la ciutat, cosa que va ocórrer durant els atacs aeris de la Luftwaffe del 6 d'abril de 1941; de fet, un vell article de diari que documentava aquest estrany esdeveniment va servir d'inspiració a l'autor Dušan Kovačević per incloure-ho a la pel·lícula. Tanmateix, en el moment del rodatge de la pel·lícula l'any 1980, Tito va morir, la qual cosa va provocar un període de dol prolongat que efectivament va cancel·lar totes les activitats d'entreteniment al país, inclosa la gira de circ italià. que estava destinat a proporcionar els animals per a l'escena. Com que treballar amb animals del zoo no entrenats es considerava massa perillós, els cineastes van haver d'abandonar la idea de mala gana en aquell moment. Tanmateix, la idea es va utilitzar a l'escena inicial de Underground (1995), uns 15 anys més tard.
El 2004 la pel·lícula va ser convertida en un ballet pel Teatre Nacional de Belgrad. The music is again by Vojislav Kostić and the choreography is made by Staša Zurovac.

## Recepció i reacció
La pel·lícula es va convertir en un clàssic instantani a tota Iugoslàvia immediatament després de la seva estrena. Fins al dia d'avui, s'endureix com una de les pel·lícules més citades que mai han sortit dels Balcans. Les diferents escenes i diàlegs són gairebé una part del coneixement general, i molts entren en llengua vernacular pública.
La pel·lícula va guanyar el premi especial del jurat al Festival Internacional de Cinema de Montréal de 1981.
El 1996, membres de la Junta Iugoslàvia de l'Acadèmia d'Art i Ciència Cinematogràfics (AFUN) van votar aquesta pel·lícula com la millor pel·lícula sèrbia feta durant el període 1947-1995.